# Tylosurus acus melanotus
Tylosurus acus melanotus is een ondersoort van de straalvinnige vissen uit de familie van de gepen (Belonidae). De wetenschappelijke naam van de soort is voor het eerst geldig gepubliceerd in 1850 door Bleeker.